# Antonio Osorio y Villegas
Antonio Osorio y Villegas, menos conocido con su agnación correcta como Antonio de Villegas y Osorio (Villasandino, ca. 1543-océano Atlántico, finales de marzo de 1608) fue un militar, caballero de la Orden de Santiago y noble español que fuera asignado como gobernador de la colonia española de Santo Domingo durante dos períodos, además de presidente de su real audiencia homónima, desde 1564 hasta 1583 y de 1600 a 1608, siendo sustituido en esta última fecha por Diego Gómez de Sandoval.
Era hermano del gobernador Diego Osorio y Villegas, y es más recordado en la actualidad por haber sido el ejecutor real de las llamadas Devastaciones de Osorio o bien Devastaciones de 1605.

## Biografía

### Origen familiar y primeros años
Nacido hacia 1543 en la localidad de Villasandino, Antonio Osorio y Villegas era el quinto de siete hijos del licenciado Martín Gutiérrez de Villegas II señor de la Casa de Villegas de Sasamón —un bisnieto de Pedro Díaz de Villegas, I señor de la villa y comarca de Villegas del Odra-Pisuerga y de la Casa de Villegas de Sasamón, y tataranieto de Ruy Pérez II de Villegas, I señor de Cóbreces y demás feudos, y merino mayor de Castilla— y de su esposa Beatriz Barba Osorio, hija de Luis de Osorio, señor de Villadandino y de su esposa Francisca de Vozmediano Barba.

### Herencias de mayorazgos
Su abuelo materno, Luis Osorio, heredó por mayorazgo al sobrino homónimo, y este a su vez, por falta de descendientes legítimos se lo pasaría por testamento al primo en 1598, que era el hermano mayor de Antonio, el gobernador Diego de Osorio y Villegas.

## Presidente-gobernador de la Capitanía General de Santo Domingo
En 1564, al dejar el cargo Alonso Arias de Herrera, fue asignado a temprana edad por el rey Felipe II como presidente de la Real Audiencia de Santo Domingo y capitán general de La Española, hasta 1565.

### Situación colonial decadente

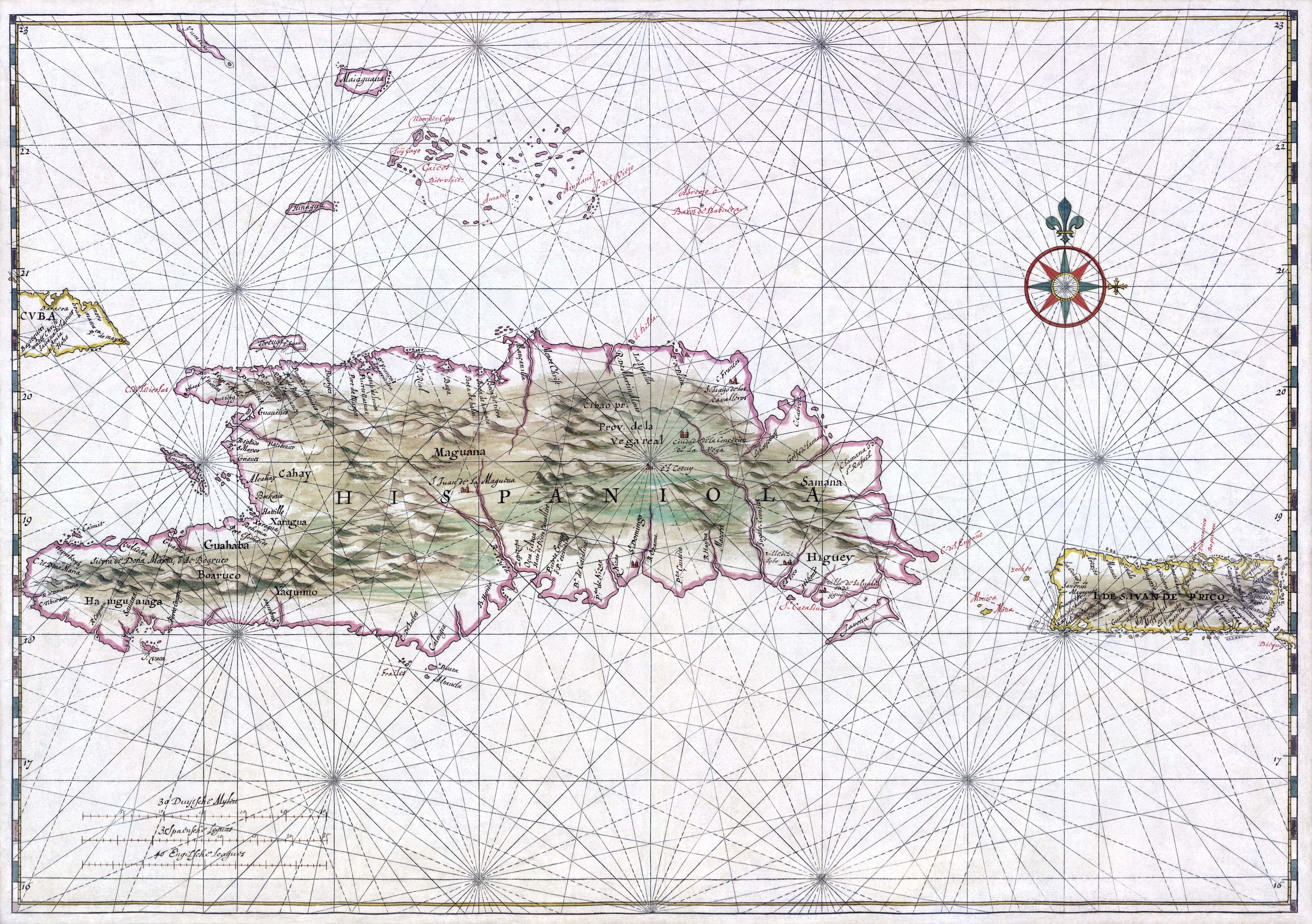
La isla de La Española en mapa del siglo XVII

La isla estaba decadente y muy ruinosa, sin aborígenes taínos ni oro, y los que no podían emigrar se dedicaban a ser vaqueros para comerciar con ganado y cueros, principalmente en los pueblos de Montecristi, La Yaguana —actual localidad haitiana de Léogane— y Puerto Plata que estaban ubicados el la parte noroccidental. Por diversos inconvenientes se les hacía imposible comerciar con la ciudad de Santo Domingo, por lo que tuvieron que contrabandear con franceses y portugueses para poder subsistir.
Su mandato duró hasta 1577, año en que por fue remplazado por Gregorio González de Cuenca.

### Viaje a Europa, carrera militar y cargos burocráticos
Al regresar a Europa se alistó hacia 1584 como soldado en la guerra de Flandes que había comenzado en 1568, luego siguió actuando como alférez y finalmente como capitán, llegando a los veinte años de servicios en dicho condado de los Países Bajos Españoles.
Posteriormente fue asignado como corregidor de Cádiz, y luego, de Jerez de la Frontera. Antonio de Osorio había sido nombrado caballero de la Orden de Santiago en 1596.

## Segundo gobierno y presidencia en La Española

### Mandato real
Nuevamente lo asignaron en forma interina en el cargo de gobernador el 26 de octubre de 1600, por fallecimiento repentino de su hermano que ocupaba el puesto gubernativo, y sería confirmado por el rey en este mandato y también como presidente de la real audiencia desde el 19 de septiembre de 1601, con un sueldo anual de 5000 ducados,  y como tal, fue el ejecutor de una real orden de Felipe III que despoblaría el occidente insular en 1605, para erradicar el contrabando.
El cargo lo ostentaría hasta el 11 de febrero de 1608, fecha que caería enfermo y sería remplazado por el capitán Diego Gómez de Sandoval.

### Retorno a Europa
Entre octubre y noviembre de 1606 se había mudado su mujer a la península, llevando consigo a su único hijo y a sus dos sobrinos que se instalaron en Sevilla, pero desgraciadamente su esposa fallecería entre diciembre y enero de 1607.
Por dicha noticia Osorio cayó enfermo y se le dio licencia para viajar a España a finales de febrero de 1608, concedida por el rey en Madrid el año anterior, con fecha del 28 de enero de 1607, y recibiría al arribar una merced por sus servicios de 2000 ducados en cada año de lo que le restaba de vida, en las Cajas de Santo Domingo, y otros 2000 ducados de ayuda por costas, por única vez.

### Fallecimiento
El capitán general Antonio de Osorio Villegas fallecería durante el viaje a Europa hacia finales de marzo de 1608, en el océano Atlántico.

## Matrimonio y descendencia
Antonio de Osorio y Villegas se unió tardíamente en matrimonio en la ciudad de Santo Domingo hacia 1601 con su sobrina Leonor María Osorio que como única heredera legítima de su padre, el gobernador Diego Osorio y Villegas, se convirtió en señora de la Casa de Osorio de Villasandino.
En cuanto al señorío del palacio de Villegas de Sasamón su esposa no lo heredaría, ya que los habitantes del lugar no estaban de acuerdo con los privilegios que tenía la familia en la villa, por lo cual habían iniciado un pleito en la Chancillería de Valladolid a su hermano Diego para lograr de esta forma la concesión de lugar de behetría de mar a mar o cerrada y poder elegir así a su señor, ya que en la situación en que se encontraba no debería haber hidalgos ni poseer bienes exentos de tributos. En un principio habían fallado en contra de los pobladores de Sasamón y a favor de Diego Osorio pero posteriormente le ganarían a su única heredera, Leonor, por lo cual los Villegas perderían su señorío y abandonarían definitivamente la localidad, pasando el palacio a una prima suya que estaba casada con un Corral.
Del enlace entre Antonio Osorio Villegas y Leonor María Osorio —además de haber adoptado dos sobrinos de él que a su vez eran primos de ella, llamados Pedro (n. 7 de diciembre de 1591) y Petronila de Osorio y Ayala (n. 4 de marzo de 1595) por haber fallecido sus padres: Beatriz Osorio Villegas y el capitán Juan de Ayala Calderón, caballero de la Orden de Santiago—, solo hubo un hijo legítimo:
- Diego de Villegas Osorio y Osorio[23] (n. ca. 1603) quien fuera bautizado el 10 de octubre de 1606 por Antonio de Alcega, obispo de Venezuela.[23] Una vez adulto se convirtió en caballero de la Orden de Santiago y luego sería merino real y heredero del mayorazgo materno, convirtiéndose así en el señor de la Casa de Osorio de Villasandino.[14]

## Devastaciones de 1605
Las devastaciones es el nombre con que fue denominado el proceso de despoblación de las bandas septentrional y occidental de la isla de Santo Domingo con la finalidad de eliminar el contrabando y la penetración protestante en esa colonia española. Por tales motivos cuatro poblaciones: Montecristi, Puerto Plata, Bayajá y Yaguana, fueron trasladadas y concentradas en dos villas cercanas a Santo Domingo. Estos poblamientos recibieron los nombres de Monte Plata y Bayaguana y fueron nombrados así como resultado de la fusión de los nombres de las poblaciones desplazadas.
Así, Antonio de Osorio cumplió con la cédula dictaminada por la Corona en los años 1605, siendo ayudado incluso por tropas puertorriqueñas, que fueron llevadas a Santo Domingo para intentar evitar rebeliones. Así, además de despoblarse los lugares ya mencionados, se llevaron al Este solo una cuarta parte del ganado vacuno y caballar, quedando el resto en estado salvaje y se destruyeron los ingenios azucareros que existían en la parte oeste de la isla. Además, las tierras de los lugares indicados en la cédula fueron quemados y se sacrificó una gran parte del ganado salvaje, dificultando el nuevo asentamiento  en dichas zonas. Así, se evitó la competencia al monopolio comercial que desarrollaban los extranjeros.
Las devastaciones tuvieron como principal consecuencia el asentamiento de extranjeros en zonas despobladas y más tarde la división de la isla en dos partes, proceso que culminó con el establecimiento en la isla de dos colonias dependientes de dos metrópolis distintas (España y Francia) y, en el siglo XIX, con el surgimiento de dos naciones independientes: la República de Haití y la República Dominicana.